# Lesothói labdarúgó-bajnokság (első osztály)
A Lesotho Premier League a lesothoi labdarúgó bajnokságok legfelsőbb osztályának elnevezése. 1970-ben alapították és 14 csapat részvételével zajlik. A bajnok a bajnokok Ligájában indulhat.

## A 2011–2012-es bajnokság résztvevői
- Bantu (Mafeteng)
- Joy (Leribe)
- Lesotho Correctional Services (Maseru)
- Lesotho Defence Force FC (Maseru)
- Lerotholi Polytechnic (Maseru)
- Likhopo (Maseru)
- Linare FC (Leribe)
- Lioli FC (Teyateyaneng)
- LMPS (Maseru)
- Maduma FC (Butha-Buthe)
- Majantja (Quthing)
- Matlama FC (Maseru)
- Mpharane Celtics
- Mphatlalatsane (Leribe)

## Az eddigi bajnokok
| - 1970 : Maseru United - 1971 : Majantja FC (Mohale's Hoek) - 1972 : Police (Maseru) - 1973 : Linare FC (Leribe) - 1974 : Matlama FC (Maseru) - 1975 : Maseru FC - 1976 : Maseru United - 1977 : Matlama FC (Maseru) - 1978 : Matlama FC (Maseru) - 1979 : Linare FC (Leribe) - 1980 : Linare FC (Leribe) - 1981 : Maseru Brothers - 1982 : Matlama FC (Maseru) - 1983 : Lesotho Paramilitary Forces (Maseru) - 1984 : Lesotho Paramilitary Forces (Maseru) | - 1985 : Lioli FC (Teyateyaneng) - 1986 : Matlama FC (Maseru) - 1987 : Royal Lesotho Defence Force (Maseru) - 1988 : Matlama FC (Maseru) - 1989 : Arsenal (Maseru) - 1990 : Royal Lesotho Defence Force (Maseru) - 1991 : Arsenal (Maseru) - 1992 : Matlama FC (Maseru) - 1993 : Arsenal (Maseru) - 1994 : Royal Lesotho Defence Force (Maseru) - 1995 : Majantja FC (Mohale's Hoek) - 1996 : Roma Rovers (Maseru) - 1997 : Royal Lesotho Defence Force (Maseru) - 1998 : Royal Lesotho Defence Force (Maseru) - 1999 : Royal Lesotho Defence Force (Maseru) | - 2000 : Lesotho Prisons Service (Maseru) - 2001 : Lesotho Defence Force FC (Maseru) - 2002 : Lesotho Prisons Service (Maseru) - 2003 : Matlama FC (Maseru) - 2004 : Lesotho Defence Force FC (Maseru) - 2005 : Likhopo (Maseru) - 2006 : Likhopo (Maseru) - 2007 : Lesotho Correctional Services (Maseru) - 2008 : Lesotho Correctional Services (Maseru) - 2009 : Lioli FC (Teyateyaneng) - 2010 : Matlama FC (Maseru) - 2011 : Lesotho Correctional Services (Maseru) - 2012 : Lesotho Correctional Services (Maseru) |

## Bajnoki címek eloszlása
| Klub                                                              | Város         | Bajnoki címek | Utolsó |
| ----------------------------------------------------------------- | ------------- | ------------- | ------ |
| Matlama FC                                                        | Maseru        | 9             | 2010   |
| Lesotho Defence Force FC (beleértve Royal Lesotho Defence Force)  | Maseru        | 8             | 2004   |
| Lesotho Correctional Services (beleértve Lesotho Prisons Service) | Maseru        | 6             | 2012   |
| Arsenal                                                           | Maseru        | 3             | 1993   |
| Linare FC                                                         | Leribe        | 3             | 1980   |
| Lesotho Paramilitary Forces                                       | Maseru        | 2             | 1984   |
| Likhopo                                                           | Maseru        | 2             | 2006   |
| Majantja FC                                                       | Mohale's Hoek | 2             | 1995   |
| Maseru United                                                     | Maseru        | 2             | 1976   |
| Lioli FC                                                          | Teyateyaneng  | 2             | 2009   |
| Maseru Brothers                                                   | Maseru        | 1             | 1981   |
| Maseru FC                                                         | Maseru        | 1             | 1975   |
| Police                                                            | Maseru        | 1             | 1972   |
| Rovers                                                            | Maseru        | 1             | 1996   |

## Külső hivatkozások
- Információk az RSSSF honlapján